# Oskar Loorits
Oskar Loorits, född 9 november 1900 i Suure-Kõpu i Viljandimaa, död 12 december 1961 i Uppsala, var en estnisk folklorist.
Loorits var docent vid Tartu universitet 1927-40, chef för Estlands folkdiktningsarkiv 1927-42 (estniska: Eesti Rahvaluule Arhiivi; latin: Archivi traditionum popularium Estoniae) men verkade från 1947 i Sverige.
Han har publicerat sig om estnisk, finsk och baltisk folktradition.